# Weiperz
Weiperz ist ein Ortsteil in der Gemeinde Sinntal im osthessischen Main-Kinzig-Kreis.
Er liegt im Tal des Wolperbachs, ca. 2 km westlich von Sterbfritz, dem Sitz der Gemeindeverwaltung.

## Geschichte

### Ersterwähnung
Die älteste bekannte schriftliche Erwähnung von Weiperz unter dem Namen Wigbrahtes stammt vom 19. März 907, als der letzte ostfränkische Karolinger Ludwig IV. das Kind einen Tausch von Gütern zwischen dem Kloster Fulda und dem Kloster Echternach genehmigte.

### Entstehung des Namens
Es gibt keine konkreten urkundlichen Nachweise über die Anfänge des Dorfes. Im Jahre 907 gab es jedoch zwei Urkunden, die eine Person namens Wigbraht benennen. Dieser wird wohl der Gründer des Dorfes und Namensgeber sein. Der heutige Name "Weiperz" leitet sich demzufolge von "ad Wigbrahtes" ab.

### 19. und 20. Jahrhundert
Lange Tradition hatte in Weiperz das Nagelschmiede-Handwerk. Im 19. Jahrhundert war das kleine Dörfchen Weiperz der Hauptsitz der Nagelschmiede. Etwa 30 Handwerker waren um das Jahr 1870 für diesen Tätigkeitsbereich eingesetzt. Einer der letzten deutschen Nagelschmiede, Ignaz Kraft (* 31. Juli 1844),  war bis zu seinem Tode im Jahr 1933 in Weiperz ansässig und tätig.  Die Nägel, die in der Weiperzer Schmiede hergestellt wurden, unterschieden sich in Wettbrett-, Querch-,Rahmen-,Stoß´-,Steg- und Pferchnägel. Das Tausend kostete im Durchschnitt 1,50 Mark. Das benötigte Eisen der Schmiede bezogen sie aus kleinen Rennfeuerhütten des Vogelsberges. Bis heute werden die Weiperzer Einwohner von den Nachbardörfern des Bergwinkels als „Naalplätzer“ bezeichnet.
Des Weiteren wurde um Weiperz herum nach Ton und Sand gegraben, was einige Tongruben noch heute belegen.
Im Zuge der Gebietsreform in Hessen wurde die bis dahin selbstständige Gemeinde Weiperz zum 1. Dezember 1969 auf freiwilliger Basis ein Ortsteil von Sterbfritz, das selbst am 1. Juli 1974  zum Main-Kinzig-Kreis kam, seine Selbständigkeit verlor und kraft Landesgesetz in die 1972 gebildete Gemeinde Sinntal eingegliedert wurde. Für Weiperz wurde, wie für die übrigen Ortsteile von Sinntal, ein Ortsbezirk mit Ortsbeirat und Ortsvorsteher nach der Hessischen Gemeindeordnung gebildet.

### Verwaltungsgeschichte im Überblick
Die folgende Liste zeigt die Staaten und Verwaltungseinheiten, denen Weiperz angehört(e):
- vor 1803: Heiliges Römisches Reich, Hochstift Fulda, Amt Salmünster
- ab 1803: Heiliges Römisches Reich, Fürstentum Nassau-Oranien-Fulda, Amt Salmünster
- 1806–1810: Primatialstaat Karl Theodor von Dalbergs, Fürstentum Fulda, Amt Salmünster
- 1810–1813: Großherzogtum Frankfurt, Departement Fulda, Distrikt Salmünster
- ab 1815: Kurfürstentum Hessen, Großherzogtum Fulda, Amt Salmünster[8]
- ab 1821/22: Kurfürstentum Hessen, Provinz Hanau, Kreis Salmünster[9][Anm. 2]
- ab 1848: Kurfürstentum Hessen, Bezirk Hanau
- ab 1851: Kurfürstentum Hessen, Provinz Hanau, Kreis Schlüchtern
- ab 1867: Königreich Preußen, Provinz Hessen-Nassau, Regierungsbezirk Kassel, Kreis Schlüchtern
- ab 1871: Deutsches Reich, Königreich Preußen, Provinz Hessen-Nassau, Regierungsbezirk Kassel, Kreis Schlüchtern
- ab 1918: Deutsches Reich, Freistaat Preußen, Provinz Hessen-Nassau, Regierungsbezirk Kassel, Kreis Schlüchtern
- ab 1944: Deutsches Reich, Freistaat Preußen, Provinz Nassau, Landkreis Schlüchtern
- ab 1945: Amerikanische Besatzungszone, Groß-Hessen, Regierungsbezirk Wiesbaden, Landkreis Schlüchtern
- ab 1946: Amerikanische Besatzungszone, Hessen, Regierungsbezirk Wiesbaden, Landkreis Schlüchtern
- ab 1949: Bundesrepublik Deutschland, Hessen, Regierungsbezirk Wiesbaden, Landkreis Schlüchtern
- ab 1968: Bundesrepublik Deutschland, Hessen, Regierungsbezirk Darmstadt, Landkreis Schlüchtern
- ab 1969: Bundesrepublik Deutschland, Hessen, Regierungsbezirk Darmstadt, Landkreis Schlüchtern, Gemeinde Altengronau[Anm. 3]
- ab 1974: Bundesrepublik Deutschland, Hessen, Regierungsbezirk Darmstadt, Main-Kinzig-Kreis, Gemeinde Sinntal, Gemeinde Sinntal[Anm. 4]

## Bevölkerung

### Einwohnerstruktur 2011
Nach den Erhebungen des Zensus 2011 lebten am Stichtag dem 9. Mai 2011 in Weiperz 513 Einwohner. Darunter waren 9 (1,7 %) Ausländer.
Nach dem Lebensalter waren 69 Einwohner unter 18 Jahren, 222 zwischen 18 und 49, 129 zwischen 50 und 64 und 99 Einwohner waren älter. Die Einwohner lebten in 246 Haushalten. Davon waren 48 Singlehaushalte, 66 Paare ohne Kinder und 81 Paare mit Kindern, sowie 18 Alleinerziehende und 6 Wohngemeinschaften. In 39 Haushalten lebten ausschließlich Senioren und in 147 Haushaltungen lebten keine Senioren.

### Einwohnerentwicklung
| • 1812: | 41 Feuerstellen mit 262 Einwohnern |

| Weiperz: Einwohnerzahlen von 1812 bis 2020 | Weiperz: Einwohnerzahlen von 1812 bis 2020 | Weiperz: Einwohnerzahlen von 1812 bis 2020 | Weiperz: Einwohnerzahlen von 1812 bis 2020 | Weiperz: Einwohnerzahlen von 1812 bis 2020 |
| --- | ------------------------------------------ | ------------------------------------------ | ------------------------------------------ | ------------------------------------------ |
| Jahr |                                            |                                            |                                            | Einwohner                                  |
| 1812 | 1812                                       |                                            | 262                                        | 262                                        |
| 1834 | 1834                                       |                                            | 393                                        | 393                                        |
| 1840 | 1840                                       |                                            | 446                                        | 446                                        |
| 1846 | 1846                                       |                                            | 489                                        | 489                                        |
| 1852 | 1852                                       |                                            | 487                                        | 487                                        |
| 1858 | 1858                                       |                                            | 396                                        | 396                                        |
| 1864 | 1864                                       |                                            | 402                                        | 402                                        |
| 1871 | 1871                                       |                                            | 402                                        | 402                                        |
| 1875 | 1875                                       |                                            | 377                                        | 377                                        |
| 1885 | 1885                                       |                                            | 395                                        | 395                                        |
| 1895 | 1895                                       |                                            | 377                                        | 377                                        |
| 1905 | 1905                                       |                                            | 394                                        | 394                                        |
| 1910 | 1910                                       |                                            | 415                                        | 415                                        |
| 1925 | 1925                                       |                                            | 394                                        | 394                                        |
| 1939 | 1939                                       |                                            | 389                                        | 389                                        |
| 1946 | 1946                                       |                                            | 572                                        | 572                                        |
| 1950 | 1950                                       |                                            | 533                                        | 533                                        |
| 1956 | 1956                                       |                                            | 531                                        | 531                                        |
| 1961 | 1961                                       |                                            | 497                                        | 497                                        |
| 1967 | 1967                                       |                                            | 477                                        | 477                                        |
| 1970 | 1970                                       |                                            | 479                                        | 479                                        |
| 1979 | 1979                                       |                                            | 540                                        | 540                                        |
| 1990 | 1990                                       |                                            | 593                                        | 593                                        |
| 1995 | 1995                                       |                                            | 609                                        | 609                                        |
| 2000 | 2000                                       |                                            | 589                                        | 589                                        |
| 2005 | 2005                                       |                                            | 577                                        | 577                                        |
| 2010 | 2010                                       |                                            | 553                                        | 553                                        |
| 2011 | 2011                                       |                                            | 513                                        | 513                                        |
| 2015 | 2015                                       |                                            | 559                                        | 559                                        |
| 2020 | 2020                                       |                                            | 582                                        | 582                                        |
| Datenquelle: Historisches Gemeindeverzeichnis für Hessen: Die Bevölkerung der Gemeinden 1834 bis 1967. Wiesbaden: Hessisches Statistisches Landesamt, 1968. Weitere Quellen: ; nach 1970: Gemeinde Sinntal |                                            |                                            |                                            |                                            |

### Historische  Religionszugehörigkeit
| • 1885: | 03 evangelische (= 0,76 %), 392 katholische (= 99,24 %) Einwohner |
| • 1961: | 10 evangelische (= 2,01 %), 486 katholische (= 97,79 %) Einwohner |

## Kultur und Sehenswürdigkeiten
Weiperz wird wegen der zahlreichen Musik- und Gesangsvereine in Relation zur Bevölkerung (knapp 600), als „Musikdorf“ bezeichnet. Es gibt in Weiperz die Trachtenkapelle Musikfreunde Weiperz (Mitglied des Hessischen Musikverbandes e. V.*Hessischer Verband für Tanz- und Trachtenpflege), einen Musikverein 1924 e. V., einen gemischten Gesangsverein „Frohsinn“ sowie den Männergesangsverein „Wolpergrund“.
Alle Straßen des Ortes sind nach Komponisten benannt, überdies fand in Weiperz schon mehrmals ein internationales Musik- und Trachtenfest statt.
Neben den vier musikalisch tätigen Vereinen gibt es in Weiperz einen Sportverein SG Weiperz, die Freiwillige Feuerwehr, eine Theatergruppe und einen Jugendclub.